# Mochovský jilm
Mochovský jilm byl památný strom v obci Mochov severozápadně od Hartmanic. Jilm habrolistý (Ulmus minor) roste na rozhraní pozemků v soukromém vlastnictví, v extrémní nadmořské výšce 860 m. Jde o přibližně stoletý strom, dosahující výšky 23 m, výška koruny je 21 m, šířka 21 m, s obvodem kmene 469 cm (měřeno 2010). Jeho zdravotní stav je velmi dobrý, jedná se o druh dřeviny, jehož výskyt vlivem rozšíření houbové choroby rychle klesá. Byl chráněn od 18. října 2006 jako esteticky zajímavý strom, záchrana genofondu, významný habitus. Po rozlomení ztratil veškerou asimilační plochu a jeho ochrana byla k 10. květnu 2022 zrušena.

## Památné stromy v okolí
- Mochovské modříny